# Blankenhain
Blankenhain település Németországban, azon belül Türingiában. Lakosainak száma 6609 fő (2023. december 31.). Blankenhain Bad Berka és Buchfart községekkel határos.

## Népesség
A település népességének változása:
| Lakosok száma | 2693 | 6617 | 6411 | 6455 | 6542 | 6616 | 6609 |
|               | 1885 | 2010 | 2017 | 2019 | 2021 | 2022 | 2023 |